# Reykjanes (cap)
Pour les articles homonymes, voir Reykjanes.
Ne doit pas être confondu avec Reykjanesskagi.
Le Reykjanes, toponyme islandais signifiant littéralement en français « le cap des fumées », est un cap d'Islande constituant l'extrémité Sud-Ouest de la Reykjanesskagi. Son extrémité méridionale est formée par le Reykjanestá, un petit promontoire, d'où s'élève le phare de Reykjanestá ; le phare de Reykjanes se trouve à son extrémité et la centrale géothermique de Reykjanes en son centre.

Vue panoramique du Reykjanes depuis le Reykjanestá avec le phare de Reykjanes sur la droite.

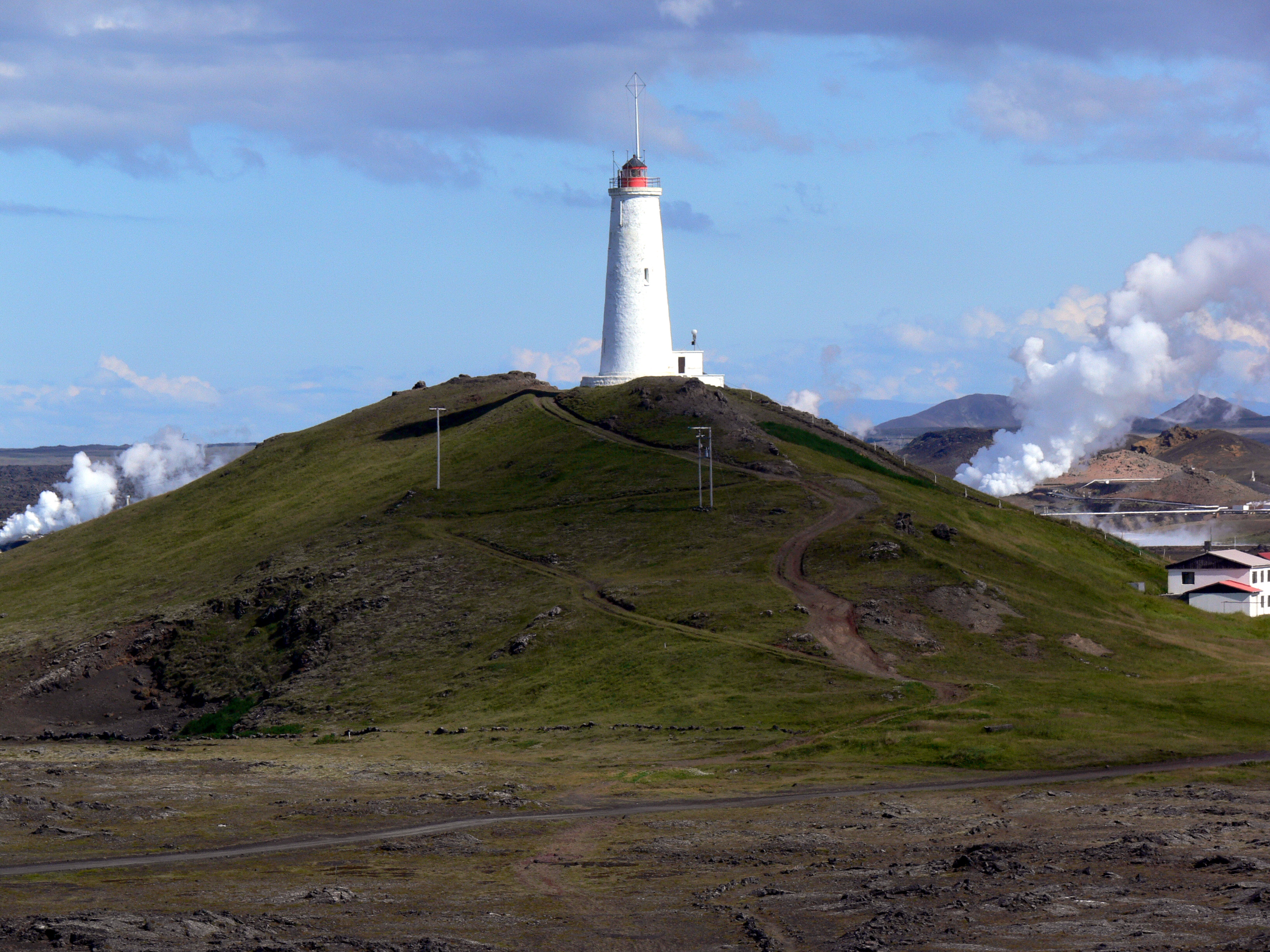
Vue du phare de Reykjanes.